# Lester Harrison
Lester "Les" Harrison (20 de agosto de 1904 - 23 de diciembre de 1997) fue un jugador, entrenador y dueño de un equipo de baloncesto profesional estadounidense y es miembro del Basketball Hall of Fame.

## Carrera profesional
Luego de graduarse en el instituto East High School de Rochester (Nueva York) en 1923, Harrison comenzó a jugar, entrenar y organizar partidos de balonecesto semi-profesional, trabajando para los Rochester Seagrams y los Rochester Ebers.
En 1945, junto con su hermano Joseph (Jack), Harrison fundó su propio equipo semi-profesional, los Rochester Pros; en 1946 la franquicia cambió su nombre por el de Royals y comenzó a jugar en la National Basketball League (NBL). Harrison entrenó a su equipo durante tres años, llevando a los Royals a tres finales consecutivas de la NBL (de las que ganó una, a los Sheboygan Redskins en 1946) consiguiendo un récord de 99 victorias y 43 derrotas. En 1946 Harrison, como dueño del equipo, fichó al notable jugador de Long Island University Dolly King. King se convertiría en el primer afroestadounidense en jugar en la liga desde 1943 y el primero que disputaría sustanciales minutos para su equipo.
Tras la temporada 1947-48, Harrison trasladó su equipo a la Basketball Association of America (BAA) y, tras una temporada de su equipo en la BAA, formó parte del comité que negoció la fusión de la BAA y la NBL produciendo la National Basketball Association (NBA). Harrison entrenó a los Royals en la temporada 1954-55 y se retiró habiendo llevado a su equipo a cinco títulos de división de la NBA y al campeonato de la NBA de 1951. Continuó siendo dueño de los Royals durante tres años más, trasladando al equipo a Cincinnati (Ohio) en la temporada 1957 antes de venderlo en 1958.

## Honores
En vista de haber sido un miembro del consejo de administración de la NBL, BAA y NBA, haber ayudado a negociar la fusión de la NBL y la BAA y haber sido un defensor de la introducción del reloj de posesión de 24 segundos, Harrison fue introducido en el Basketball Hall of Fame como colaborador en 1980.
En 1990 fue introducido en el International Jewish Sports Hall of Fame.
La cancha de baloncesto Blue Cross Arena en Rochester tiene ese nombre en su honor y acoge el torneo de baloncesto de instituto de la Section V cada año. También sirve como cancha local de los Rochester Razorsharks de la Premier Basketball League.